# 魯斯科瓦鄉
47°48′N 24°17′E / 47.800°N 24.283°E
魯斯科瓦鄉（羅馬尼亞語：Comuna Ruscova, Maramureș），是羅馬尼亞的鄉份，位於該國西北部，由馬拉穆列什縣負責管轄，面積41平方公里，2007年人口5,190，人口密度每平方公里127人，八成居民信奉東正教。